# Sign o' the Times Tour
Tournées par Prince
Hit n Run – Parade Tour
(1986) Lovesexy Tour
(1988)
Le Sign ☮' the Times Tour est une tournée de Prince exclusivement européenne à l'exception de quelques concerts spéciaux aux États-Unis. Étant donné que les ventes de ses disques étaient meilleures sur le marché européen que celui des États-Unis, Prince choisit de ne pas faire un tour complet des États-Unis et de se concentrer sur l'Europe, en plus de cela, il était prêt à entrer en studio afin de travailler sur un nouvel album.
La tournée Sign ☮' the Times marque aussi les débuts avec le nouveau groupe Lovesexy Band.

## Histoire
Le Sign ☮' the Times Tour a marqué une période importante dans la carrière de Prince. C'est la fin du groupe The Revolution dont les plus anciens membres étaient Mark Brown, Lisa Coleman, Wendy Melvoin et Bobby Z, tous dans le groupe depuis 1978. Après cette séparation, un nouveau groupe se reconstruit avec Miko Weaver, Eric Leeds, Atlanta Bliss et depuis longtemps aux claviers docteur Fink. Sheila.E, qui a aidé Prince à faire l'album, est à la batterie. Levi Speacer JR qui était dans le groupe de Sheila.E et qui a aussi aidé Prince pour son album, figure à la basse. Boni Boyer est rajoutée aux claviers. Cat, Wally Safford et Greg Brooks deviennent chorégraphes, danseurs et chanteurs.
Warner Bros. voulait que Prince finisse sa tournée en faisant un tour complet aux États-Unis et quelques dates au Japon, mais il décida que sa tournée serait concentrée sur l'Europe, ses trois derniers albums s'étant mieux vendus sur ce continent, Prince était aussi prêt à commencer l'enregistrement d'un nouvel album. Quelques concerts spéciaux aux États-Unis furent quand même donnés. Plus tard, il sortit un film de la tournée. Cependant, la qualité du film a été sur certaines chansons mauvaise et il dut l'améliorer depuis Paisley Park.

## Composition du groupe
- Prince – chants, guitare, piano
- Miko Weaver – guitare
- Levi Seacer, Jr. – basse
- Boni Boyer – claviers, chants
- Sheila E. – batterie, percussions, chants
- Eric Leeds – saxophone
- Atlanta Bliss – trompette
- Cat, Wally Safford et Greg Brooks – danseurs et chant
- Jerome Benton a commencé la tournée avec le groupe mais s'est arrêté avant la fin.

## Liste des titres
1. Sign o' the Times
2. Play in the Sunshine
3. Little Red Corvette
4. Housequake
5. Girls & Boys
6. Slow Love
7. I Could Never Take the Place of Your Man
8. Hot Thing
9. Now's the Time
10. If I Was Your Girlfriend
11. Let's Go Crazy
12. When Doves Cry
13. Purple Rain
14. 1999
15. Forever in My Life
16. It
17. Kiss
18. The Cross
19. It's Gonna Be a Beautiful Night

Aussi Mutiny, Raspberry Beret, La La La He He Hee, Dead on It, Condition of the Heart, et The Sex of It, ont été joués dans certaines salles.

## Date des concerts
Bien que la tournée soit quasiment exclusivement européenne, Prince fit tout de même quelques concerts spéciaux aux États-Unis en reprenant la mise en scène de la tournée. Les salles où auront lieu ces fameux concerts étaient les salles clés de Prince.
| #  | Date              | Ville       | Pays       | Salle                            | Audience |
| -- | ----------------- | ----------- | ---------- | -------------------------------- | -------- |
| 1  | 21 février 1987   | Chanhassen  | États-Unis | Paisley Park                     | 1 000    |
| 2  | 21 mars 1987      | Minneapolis | États-Unis | First Avenue                     | 1 500    |
| 3  | 2 avril 1987      | Chanhassen  | États-Unis | Paisley Park                     | 1 000    |
| 4  | 28 avril 1987     | Stockholm   | Suède      | Daily News Café                  | 500      |
| 5  | 2 mai 1987        | Stockholm   | Suède      | Melody                           | 400      |
| 6  | 8 mai 1987        | Stockholm   | Suède      | Isstadion                        | 9 800    |
| 7  | 9 mai 1987        | Stockholm   | Suède      | Isstadion                        | 9 800    |
| 8  | 10 mai 1987       | Stockholm   | Suède      | Isstadion                        | 9 800    |
| 9  | 12 mai 1987       | Gothenburg  | Suède      | Scandinavium                     | 14 000   |
| 10 | 13 mai 1987       | Gothenburg  | Suède      | Lorensberg                       | 400      |
| 11 | 14 mai 1987       | Berlin      | Allemagne  | Deutschlandhalle                 | 8 764    |
| 12 | 15 mai 1987       | Berlin      | Allemagne  | Deutschlandhalle                 | 8 764    |
| 13 | 15 mai 1987       | Berlin      | Allemagne  | Quasimodo                        | 300      |
| 14 | 18 mai 1987       | Zurich      | Suisse     | Hallenstadion                    | 12 000   |
| 15 | 19 mai 1987       | Zurich      | Suisse     | Hallenstadion                    | 12 000   |
| 16 | 20 mai 1987       | Zurich      | Suisse     | Hallenstadion                    | 12 000   |
| 17 | 22 mai 1987       | Munich      | Allemagne  | Park Café                        | 150      |
| 18 | 22 mai 1987       | Munich      | Allemagne  | Olympiahalle                     | 12 000   |
| 19 | 23 mai 1987       | Munich      | Allemagne  | Olympiahalle                     | 12 000   |
| 20 | 25 mai 1987       | Francfort   | Allemagne  | Festhalle                        | 8 000    |
| 21 | 26 mai 1987       | Francfort   | Allemagne  | Festhalle                        | 8 000    |
| 22 | 28 mai 1987       | Vienne      | Autriche   | U4                               | 1 000    |
| 23 | 29 mai 1987       | Vienne      | Autriche   | Stadthalle                       | 10 000   |
| 24 | 30 mai 1987       | Vienne      | Autriche   | Stadthalle                       | 5 500    |
| 25 | 1er juin 1987     | Dortmund    | Allemagne  | Westfalenhallen                  | 14 000   |
| 26 | 2 juin 1987       | Dortmund    | Allemagne  | Westfalenhallen                  | 14 000   |
| 27 | 4 juin 1987       | Stuttgart   | Allemagne  | Hans-Martin Schleyer Halle       | 10 000   |
| 28 | 7 juin 1987       | Milan       | Italie     | Palatrussardi                    | 8 500    |
| 29 | 8 juin 1987       | Milan       | Italie     | Palatrussardi                    | 8 500    |
| 30 | 9 juin 1987       | Milan       | Italie     | Palatrussardi                    | 8 500    |
| 31 | 11 juin 1987      | Milan       | Italie     | Palatrussardi                    | 8 500    |
| 32 | 13 juin 1987      | Paris       | France     | Palais omnisports de Paris-Bercy | 17 000   |
| 33 | 14 juin 1987      | Paris       | France     | Palais omnisports de Paris-Bercy | 17 000   |
| 34 | 15 juin 1987      | Paris       | France     | Palais omnisports de Paris-Bercy | 17 000   |
| 35 | 15 juin 1987      | Paris       | France     | New Morning                      | 500      |
| 36 | 16 juin 1987      | Paris       | France     | Palais omnisports de Paris-Bercy | 17 000   |
| 37 | 17 juin 1987      | Paris       | France     | Palais omnisports de Paris-Bercy | 100      |
| 38 | 19 juin 1987      | Utrecht     | Pays-Bas   | Stadion De Galgenwaard           | 14 805   |
| 39 | 20 juin 1987      | Utrecht     | Pays-Bas   | Stadion De Galgenwaard           | 14 805   |
| 40 | 21 juin 1987      | Utrecht     | Pays-Bas   | Stadion De Galgenwaard           | 14 805   |
| 41 | 22 juin 1987      | Utrecht     | Pays-Bas   | Stadion De Galgenwaard           | 14 805   |
| 42 | 26 juin 1987      | Rotterdam   | Pays-Bas   | Ahoyhal                          | 7 483    |
| 43 | 27 juin 1987      | Rotterdam   | Pays-Bas   | Ahoyhal                          | 7 483    |
| 44 | 28 juin 1987      | Rotterdam   | Pays-Bas   | Ahoyhal                          | 7 483    |
| 45 | 29 juin 1987      | Anvers      | Belgique   | Sportpaleis                      | 17 000   |
| 46 | 5 septembre 1987  | Minneapolis | États-Unis | Rupert's                         | 1 000    |
| 47 | 11 septembre 1987 | Reseda      | États-Unis | Country Club                     | 100      |
| 48 | 18 novembre 1987  | Chanhassen  | États-Unis | Paisley Park                     | 1 000    |
| 49 | 5 décembre 1987   | Minneapolis | États-Unis | Fine Line Music Café             | 750      |
| 50 | 31 décembre 1987  | Chanhassen  | États-Unis | Paisley Park                     | 1 000    |

## Sources et références
http://www.princefams.com/page.php?id=7
http://www.prince-live.com/konzert/konzert.php?tour_id=3&tour_name=Rick%20James%20Tour%20%5B1980%5D
http://sites.google.com/site/princetourhistory/Tours